# Rocky Island (Neuseeland)
Rocky Island ist eine Felseninsel im Norden von Northland vor der Nordinsel von Neuseeland.

## Geographie
Rocky Island, die zu der Inselgruppe Moturoa Islands gehört, befindet sich rund 620 m nordnordwestlich von Cape Karikari, das auch unter dem Namen Whakapouaka bekannt ist, entfernt. Das Cape stellt die nördlichste Spitz der Karikari Peninsula dar. Rocky Island ist von mehreren kleineren Felseninseln umgeben und ist rund 260 m lang sowie an der breitesten Stelle rund 100 m breit. Die Höhe der rund 1,9 Hektar umfassenden Insel liegt etwas über 40 m.
Die Anderen Insel der Inselgruppe verteilen sich angefangen von 1,2 km südwestlich bis rund 4,15 km westnordwestlich.